# Fusiulus gracilipes
Fusiulus gracilipes är en mångfotingart som beskrevs av Karl Wilhelm Verhoeff 1937. Fusiulus gracilipes ingår i släktet Fusiulus och familjen kejsardubbelfotingar. Inga underarter finns listade i Catalogue of Life.